# BEN plg
BEN plg, nom de scène de Thomas Léger, est un rappeur français, né le 4 janvier 1992 à Villeneuve-d'Ascq (Nord).
Il débute dans le rap au début des années 2010 dans le Nord, sous les pseudonymes successifs de "Ben l'Oncle Rap" et "Ben". Il accède à une notoriété nationale en 2022 avec le titre Mauvaise nouvelle, suivi de plusieurs projets.

## Biographie

### Vie privée
Thomas Léger, né à Villeneuve-d'Ascq le 4 janvier 1992, est originaire de Tourcoing, dans le département français du Nord. C'est dans cette ville qu'il grandit avec sa mère et ses trois petits frères.
Après divers emplois dans le domaine social et notamment avec les adultes en situation de handicap mental, il se consacre désormais à plein temps au rap, un genre de musique qu'il commence à écouter vers l'âge de dix ans.

### Carrière

#### Débuts (2012)
En décembre 2012, à vingt ans, il organise un festival au Môle 1 de Dunkerque avec des proches. Ils souhaitent le promouvoir avec une mascotte et optent pour un humain à visage d'ours qu'ils nomment Ben l'Oncle Rap, en référence au chanteur Ben l'Oncle Soul,.
C'est à cette occasion qu'il commence à rapper, puisqu'il ne le faisait pas auparavant. Lui et ses amis font quelques concerts déguisés en ours, et Thomas accroche, aime ça, et décide de continuer. Il veut d'abord un nom de scène sérieux, mais le garde finalement. Thomas Léger commence donc le rap sous le pseudonyme de Ben l'Oncle Rap. Il explique plus tard avoir « le blaze le plus pété du rap game », comprendre « le pire nom de scène du monde du rap ».

#### Saucisses Merguez,Couilles de loupet cie. (2013-2017)
Ben l'Oncle Rap dévoile son tout premier projet en septembre 2013, sous le nom de Saucisses Merguez. Le projet compte six titres et un bonus track,. En 2014, Ben remporte le concours de freestyle End of the Weak de Roubaix.
En décembre 2014, Ben propose la mixtape Sauvés de la noyade, longue de neuf titres,. Cette mixtape doit précéder l'EP éponyme Ben l'Oncle Rap, prévu pour courant 2015, mais il est impossible d'en retrouver des traces en janvier 2024.
Le 30 octobre 2015, Ben dévoile Saucisses Merguez Musique. Le projet est long de 41 minutes et douze titres, dont une collaboration avec Shev Shelioss. En mars 2017, Ben l'Oncle Rap propose un nouvel EP, Couilles de Loup.
Ces projets lui permettent d'être sélectionné dans le Grand Est aux auditions des Inouïs du Printemps de Bourges, mais aussi de réaliser les premières parties de The Procussions, Ärsenik et Nakk Mendosa notamment.

#### Pour la Gloire(2018-2019)
En 2018, il change pour Ben « pour faire de l'argent » comme il explique ironiquement, et pour se professionnaliser, mais aussi pour éviter que les gens ne l'écoutent pas en raison de ce pseudonyme particulier. C'est cette année-là qu'est prévue la sortie de son projet Pour la gloire, qui est plus sérieux, plus construit et structuré, avec une direction artistique, mais aussi plus introspectif que les précédents. Il sort finalement en juin 2019.
Le nom de ce projet se retrouve dans son troisième et actuel pseudo, BEN plg. En effet, plg est le sigle de Pour la gloire. Il explique ces mots : "Il faut juste bien comprendre ce que j’entends par gloire. Pour la gloire c’est pour la beauté du geste, le symbole, pour se faire de beaux souvenirs. La panenka de Zidane en 2006 c’est pour la gloire, il aurait pu tirer fort au milieu (rires). Pour la gloire c’est faire des choses qui ont du sens et dont on se rappellera, aucun rapport avec l’argent".

#### Dans nos yeux(2020)
L'album studio Dans nos yeux, son premier, sort en septembre 2020 avec 14 titres et convainc particulièrement la critique.

#### Parcours accidenté(2021)
Quatorze mois plus tard, en novembre 2021, BEN plg partage un deuxième album intitulé Parcours accidenté. Des featuring avec Bekar et Djalito y figurent.
Il est probable qu'avec ce titre, il fasse écho notamment à son enfance difficile, passée avec sa mère, mais aussi en partie son père adoptif, plutôt que son père biologique, jusqu'à leur divorce.

#### Netflix etRéalité Rap Musique(2022)
En 2022, BEN plg participe à la série Nouvelle École de Netflix, où son échec est cuisant : une élimination dès le premier tour, dans un parking, au grand dam de la majorité des observateurs. Cette défaite le pousse à écrire Mauvaise nouvelle, l'un de ses plus gros succès,.
À côté de cela, BEN plg propose la trilogie Réalité Rap Musique en trois volumes de huit titres dont un featuring chacun. Le premier est disponible le 1er avril 2022, avec une collaboration avec TK. La deuxième partie, où l'on peut entendre Bakari, sort le 24 juin. Le troisième et dernier opus est sur les plateformes le 3 novembre et on y retrouve Soso Maness. Dans les faits, deux autres EPs exclusifs sont partagés à une partie de ses auditeurs. Le premier, Réalité Rap Musique, Vol. 0.5, est mis à disposition sur son Discord fin mars, avant le lancement de la trilogie. Le second, le volume 2.5, est offert en octobre aux personnes ayant précommandé la trilogie. Tous deux ne sont pas disponibles sur les plateformes de streaming mais seulement par un lien Google Drive.

#### J'rêve mieux qu'avant(2023)
En mars 2023, BEN plg dévoile J'rêve mieux qu'avant, un EP de six titres. Parmi eux se trouvent trois featurings, avec Sto, Limsa d'Aulnay et Lujipeka, respectivement.

#### Dire je t'aime(2024)
Fin novembre 2023, BEN plg annonce sur les réseaux sociaux la sortie de son futur album pour le 26 janvier 2024. Il comprend des apparitions de Niro et Sofiane Pamart (sur le morceau 10h du mat'), Georgio (Colorier des HLM), B.B. Jacques (Etoiles et satellites) et le Québécois Loud (Par la fenêtre).

#### Paraît que les miracles n’existent pas(2025)
En février 2025, BEN plg revient avec le morceau On tombe, on réessaye. Il s'agissait du premier extrait de son album Paraît que les miracles n'existent pas, sorti  le 7 mars 2025 et sur lequel figurent en featuring sa maman, ZKR et Zed Yun Pavarotti.

## Style et influences
Il grandit avec du rap des années 2000, comme Salif, Niro et Ol Kainry, qui font partie de ses influences au niveau des sonorités. "Plus jeune, [je les] écoutais allongé dans le noir et certaines de leurs phases m’aidaient à me construire, donc quand certaines personnes font le parallèle avec ma propre musique, c’est la plus belle récompense".
Pour Matthieu Bidan, journaliste de StreetPress et réalisateur d'un documentaire sur BEN plg en 2022, "il a une écriture quasi journalistique, il décrit ce qu'il voit au niveau du sol avec beaucoup de poésie : un ancien ouvrier qu'il croise au PMU, un sans-abri qu'il va voir dans la rue...". Il faut aussi comprendre de l'ironie dans ses paroles, il ne s'invente pas une vie.

## Discographie

### Singles
- 2021 : L'eau des mirages
- 2021 : Les préférés de la cantinière (ft. Djalito)
- 2021 : Tant que ça va (ft. Bekar)
- 2021 : Vivre et mourir à Dunkerque
- 2022 : Quand les lumières s'éteignent
- 2022 : Demain ça ira (ft. TK)
- 2022 : Mauvaise nouvelle
- 2022 : Sueur & Sang (ft. Bakari)
- 2022 : Les voix dans ma tête
- 2022 : Pire ou mieux (ft. Soso Maness)
- 2023 : Victor Osimhen (ft. Lujipeka)
- 2023 : Marquer l'histoire (freestyle) - Raplume
- 2023 : Finir sourd (ft. Sto)
- 2023 : Trucs sentimentaux (ft. Limsa d'Aulnay)
- 2023 : Arrondissement - Sheldon, ft. Lucci
- 2023 : Colorier des HLM (ft. Georgio)
- 2023 : Le goût du sel
- 2024 : 10h du mat (feat. Niro et Sofiane Pamart)
- 2024 : Par la fenêtre (ft. Loud)
- 2024 : Étoiles et satellites (ft. B.B. Jacques)
- 2024 : Guerres de pissenlits - A Colors Show
- 2025 : On tombe, on réessaye
- 2025 : Paraît que les miracles n'existent pas
- 2025 : Le chant des oiseaux (ft. Maman de Ben PLG)
- 2025 : Rendez-vous (ft. Zed Yun Pavarotti)

### Apparitions
2020 :
- Pas certifié - CYRILmp4

2023 :
- Ben Affleck - La Famax
- La prod me casse la tête - Matou
- Étoiles du Nord - Bakari

2024 :
- Bonsoir - Peet
- Headliner - Di-Meh
- Bateau dans le ciel - Skary et Wisko

2025 :
- Les Tiktoks de Bardella - Caballero & JeanJass (sur la mixtape High & Fines Herbes - La Saison 5)
- Ayo Technology - EDGE
- Sac plastique - Caballero & JeanJass, avec Oxmo Puccino, thaHomey et Kay The Prodigy (sur la mixtape High & Fines Herbes - La Saison 5)
- Michel-Ange - Leo SVR (sur l'album Sunchaser)
- MainSquare Festival - La Citadelle d'Arras